# Бассет, Филипп
Филипп Ба́ссет (англ. Philip Basset; ум. 29 октября 1271) — английский рыцарь, феодальный барон Верхнего Уикомба с 1259 года, главный юстициарий Англии в 1261—1263 годах, сын Алана Бассета, феодального барона Уикомба, от брака с Элис де Грей. С 1259 года под его управлением в разное время находилось 5 замков, а также он был шерифом в 4 графствах.
Происходил из младшей ветви англо-нормандского рода Бассетов, из которого вышло несколько юстициариев Англии. Во время кризиса королевской власти 1258 года, приведшего к подписанию Оксфордских провизий, а позже и ко Второй баронской войне, Филипп первоначально входил в состав умеренной оппозиции королю Генриху III. Он был включён в состав совета из 24 баронов от баронской оппозиции, а после смерти в 1259 году старшего брата Фулька Бассета, епископа Лондона, вошёл в состав совета пятнадцати, дававшего королю рекомендации по всем вопросам, касающимся управления королевством. В результате он быстро выдвинулся на первые роли в английской политике, постепенно склоняясь к поддержке короля. Во время отсутствия Генриха III в Англии в ноябре 1259 — апреле 1260 года и июле — декабре 1262 года входил в состав регентского совета, управлявшего королевством. В апреле 1261 года Филипп был назначен юстициарием Англии, но в июле 1263 года был смещён с поста.
В развернувшейся войне с баронами Бассет активно поддерживал короля. Во время битвы при Льюисе 14 мая 1264 года был ранен, попал в плен к мятежным баронам и был заключён в Дуврский замок. Свободу он получил только после разгрома 4 августа 1265 года мятежников в битве при Ившеме, после чего ему удалось смягчить позицию короля в отношении мятежных баронов. Позже Бассет был одним из арбитров, которые 31 октября 1266 года составили Кенилуэртский приговор, а в феврале 1270 года он стал членом королевского совета.
Наследницей всех владений Филиппа оказалась его старшая дочь, Алина Бассет, а затем её единственный сын, Хью ле Диспенсер.

## Происхождение
Филипп происходил из англо-нормандского рода Бассетов, представители которого перебрались в Англию из Нормандии в конце XI — начале XII века. Двое представителей этого рода, Ральф Бассет и его сын Ричард Бассет, были юстициариями Англии во время правления короля Генриха I Боклерка. В XII веке род разделился на несколько ветвей.
Филипп происходил из ветви Бассетов из Хедингтона и Уоллингфорда. Уильям Риди предположил, что её родоначальником был Жильбер (Гилберт) Бассет, имя которого присутствует на хартии Генриха I, датированной 25 декабря 1109 года; по мнению Риди, он мог быть братом юстициария Ральфа Бассета. Его сыном он считает Томаса Бассета (I) (ум. после 1180/1182), владевшего владениями в Мидлсексе, Беркшире, Бакингемшире и Оксфордшире. Центром его владений был манор Уоллингфорд в Мидлсексе. Томас был шерифом Оксфордшира в 1163—1164 годах, а позже юстициарием. Трое его сыновей также находились на королевской службе. Старший из них, Гилберт (I) (ум. ок. 1205/1206), оставил только дочь. Средний, Томас (II) (ум. 1220), которому Иоанн Безземельный подарил манор Хедингтон в Оксфордшире, также не имел сыновей.
Мужское потомство оставил только Алан Бассет (ум. 1231), младший из сыновей Томаса Бассета (I). Он верно служил королям Ричарду I Львиное Сердце, Иоанну Безземельному и Генриху III. В награду за службу Алан вместе с братьями получил ряд маноров, составивших небольшую феодальную баронию Уоллингфорд, из которой Алан держал 5 рыцарских фьефов. В источниках упоминаются имена двух его жён: Элис де Грей и Элин де Гей, однако поскольку имена очень похожи, то не исключено, что жена у него была только одна. Известно о семи детях Алана, одним из них был Филипп.

## Ранние годы
Точный год рождения Филиппа неизвестен. Он был одним из младших сыновей Алана Бассета. Из его братьев старший, Томас, умер раньше отца, следующий по старшинству, Гилберт (ум. 1241), в 1232 году стал наследником отца. Ещё один брат, Фульк (ум. 1259), избрал церковную службу и в 1241 году стал епископом Лондона. Один из братьев, Дэвид, находился на королевской службе. Также известно, что племянником Филиппа был Фульк Бассет (Сандфорд) (ум. 1271), архиепископ Дублина, но точно не установлено, кто из братьев Филиппа был его отцом.
Впервые в источниках Филипп появляется в 1230 году, когда он принял участие в походе короля Генриха III в Бретань и Пуату. Хотя несколько поколений семьи Бассетов были верными королевскими слугами, в 1233—1234 годах Филипп вместе с несколькими братьями принял участие в восстании против короля и поддерживающей его фракции пуатевинцев. Причинами, по которым Бассеты поддержали мятеж, послужили отстранение от власти юстициария Хьюберта де Бурга, которому они служили во время малолетства короля, а также передача Генрихом III одного из принадлежавших им поместий иностранцу. Однако после смерти в 1234 году Ричарда Маршала, лидера восставших, король договорился с мятежными баронами о мире.
В 1240 году Филипп в составе отряда Ричарда Корнуольского, брата короля, отправился в крестовый поход, став пожизненным соратником своего главы. В 1240-е — 1250-е годы Бассет находился на королевской службе, участвуя в решении военных, административных и судебных задач. Филипп достаточно часто бывал при королевском дворе, поскольку он засвидетельствовал большое количество королевских хартий, а также нередко получал от короля подарки. Хотя он и поддержал своего брата Фулька в его столкновении с Генрихом III в 1251 году, но это никак не сказалось на королевской службе Филиппа.

## Вторая баронская война
В 1258 году разразился самый серьёзный кризис во время правления Генриха III, который в итоге привёл ко Второй баронской войне. Недовольные засильем иностранцев при дворе, а также плохим управлением королевством, бароны собрались в Оксфорде и представили королю петицию с требованием реформ (так называемые «Оксфордские провизии»). В результате была избрана комиссия из 24 человек. В неё вошли по 12 человек с каждой из сторон. В число 12 членов комиссии, выдвинутых баронами, вошёл и Филипп Бассет. Скорее всего, тот факт, что Филипп оказался не в числе 12 сторонников короля, а по другую сторону, не означает, что он перешёл в состав противников Генриха III. Вероятнее, он просто пока что не был достаточно важен для короля, чтобы тот включил его в число своих представителей; в то же время в число 12 представителей Генриха III вошёл брат Филиппа, Фульк, епископ Лондона. Вероятно, что в это время Бассет был умеренным роялистом, оставаясь им и остальную часть своей жизни, поэтому его кандидатура оказалась достаточно приемлемой для противников короля. Также Филипп вошёл в состав 24 человек, выбранных для реорганизации налогообложения.
В мае 1259 года умер Фульк Бассет. По требованию Симона де Монфора, лидера баронской оппозиции, и его жены место покойного епископа в совете пятнадцати занял Филипп Бассет. В связи с предстоявшим отсутствием короля, который в ноябре 1259 года отправился на континент, часть совета оставалась в Англии для управления королевством вместе с юстициарием Хью Биго. В их числе был и Бассет. В составе администрации он был достаточно активен, письма Генриха III, отправленные им из Франции, показывают рост значения Филиппа. После возвращения короля в апреле 1260 года Бассет продолжал оставаться в числе управляющих королевством администраторов, являясь одним из самых заметных членов совета пятнадцати. Хотя формально он принадлежал к баронской партии, но относился к умеренной оппозиции, отойдя от Симона де Монфора и постепенно склоняясь к поддержке короля. Благодаря этому Генрих III в значительной степени освободился от диктата совета.
После смерти Фулька Бассета Филипп получил под управление родовые владения — феодальную баронию Верхний Уикомб. С ноября 1259 года под управление Бассета также стали передавать различные замки. В 1260 году ему были доверены замки Оксфорд и Бристоль, а в 1261 году — замки Корф и Шербурн. Кроме того, в 1261 году он стал шерифом четырёх графств (Сомерсета, Дорсета, Беркшира и Оксфордшира).
24 апреля 1261 года Генрих III, вернувший себе полноту власти, назначил новым юстициарием Бассета. 5 июля король назначил его посредником для решения своих споров с Симоном де Монфором. В это же время юстициарием со стороны баронов продолжал оставаться Хью ле Диспенсер, зять Филиппа; вероятно, около года они действовали параллельно. Имеются свидетельства, что Бассета раздражал тот факт, что король в нарушение Оксфордских провизий 1258 года ограничил судебные функции юстициария, который фактически оказался только председателем суда. При этом, хотя Филипп редко упоминается в королевских записях, он сохранял лояльность королю, выполняя большое количество административных и судебных функций. Его роль выросла, когда в июле 1262 года король вновь отправился во Францию. Бассет был оставлен во главе регентского совета. В октябре Филипп председательствовал в парламенте. Однако Генрих III часто ему писал, стремясь контролировать действия юстициария. Ограничения со стороны короля, беспорядки в Валлийских марках и прибытие Симона де Монфора, решившего поддержать своих сторонников, ослабили авторитет юстициария. В результате к возвращению в декабре Генриха III королевская власть в Англии сильно пошатнулась.
Бассет встретил короля в Дувре 24 декабря, сообщив о том, что оппозиционные бароны набирают силу. Между 15 и 18 июля 1263 года Филипп был смещён с должности юстициария, его вновь сменил Хью ле Диспенсер, в качестве компенсации он получил замок Девизес.
Продолжая оставаться лояльным королю, Бассет принимал активное участи в военных действиях на стороне короля. 16 декабря 1263 года он стал одним из поручителей при принятии королём Амьенской мизы. Чуть ранее, 3 декабря, он принял участие в попытке Генриха III и принца Эдуарда вернуть себе власть. Около 1 апреля 1264 года его дом в Лондоне был разграблен чернью. 5 апреля Бассет во главе группы из 40 рыцарей захватил Нортгемптонский замок. Существуют намёки на то, что он надеялся после этого вернуть себе пост юстициария, но так этого и не дождался.
Хотя Бассет и был разочарован политикой короля, но 14 мая в составе королевской армии мужественно сражался в проигранной ею битве при Льюисе. Хотя его зять, Хью ле Диспенсер, один из лидеров мятежных баронов, умолял его сдаться, Филипп продолжал сопротивляться, заявив, что будет сражаться до тех пор, пока он может стоять на ногах. Только полученные множественные раны (более 20) позволили захватить его в плен. После этого он был помещён под стражу в Дуврский замок.

## Последние годы и наследство
Бассет получил свободу после разгрома 4 августа 1265 года армии Монфора в битве при Ившеме, после чего смог смягчить позицию короля в отношении мятежных баронов. В октябре 1265 года он протестовал против указа о конфискации владений восставших, а 28 декабря был одним из посредников при капитуляции Или. Позже он был одним из арбитров, которые 31 октября 1266 года составили Кенилуэртский приговор. В 1267 году благодаря посредничеству Бассета удалось примирить короля с графом Глостером, захватившим в апреле Лондон. Он вновь был назначен шерифом Сомерсета и Дорсета (1266 год) и констеблем замка Девизес. Несмотря на то, что Филипп часто перечил королю, он часто бывал при дворе, а в феврале 1270 года стал членом королевского совета.
Сохранилось несколько эпитафий, которые указывают на уважение к Бассету. Разные хронисты называют его «могучим советником и ревностным воином», благородным, благоразумным, верным и либеральным, «человеком, который очень любил Англию».
Филипп умер 29 октября 1271 года в одном из своих маноров — Северном Уэлд Бассете. Его похоронили в аббатстве Стенли в Уилтшире. Он был дважды женат, от первого брака у него родилось 2 дочери. Наследницей его владений стала старшая дочь, Алина Бассет. Первым браком она была женой юстициария Хью ле Диспенсера, близкого друга и соратника Симона де Монфора. Хью погиб в битве при Ившеме, но благодаря заступничеству отца владения её мужа не были конфискованы, их унаследовал её малолетний сын Хью ле Диспенсер. Ещё при жизни отца она вышла замуж за Роджера Биго, 5-го графа Норфолка, сына юстициария Хью Биго. Алина Бассет умерла в 1281 году, после чего её сын Хью ле Диспенсер унаследовал и владения Бассетов. Позже он стал приближённым короля Эдуарда II, от которого получил титул графа Уинчестера.
Вторая жена Бассета, Эла Лонгспе, надолго пережила мужа. Она умерла в 1298 году.

## Брак и дети
1-я жена: Авиза де Лувен, дочь Мэтью де Лувена из Литтл Истона в Эссексе и Мюриэли. Дети:
- Алина Бассет (ок. 1242/1250 — до 11 апреля 1281); 1-й муж: до 1260 года Хью ле Диспенсер (до 1223 — 4 августа 1265), 1-й барон ле Диспенсер, главный юстициарий Англии в 1260—1261, 1263—1265 годах, один из лидеров Второй баронской войны; 2-й муж: до 29 октября 1271 года Роджер Биго (1243/1246 — 6 декабря 1306), 5-й граф Норфолк с 1270 года[6][12].
- Марджери Бассет (ум. до 19 октября 1271); муж: Джон Фиц-Джон из Шира в Суррее[англ.] (ум. ок. 6 ноября 1275), юстициарий Ирландии, один из лидеров Второй баронской войны[6][12].

2-я жена: с 1254/1255 года Эла Лонгспе (Лонжеспе) (ум. 9 февраля 1298), дочь Уильяма де Лонгспе, 3-го графа Солсбери, и Элы, графини Солсбери, вдова Томаса де Бомона, 6-го графа Уорика. Детей от этого брака не было.